# Тиропита
Тиропита (грчки : τυρоπιτα, "пита од сира") је грчко пециво направљено од слојева фила намазаног путером и пуњено мешавином сира и јаја.  Служи се или у облику умотане у слободну форму индивидуалне величине или као већа пита која се дели на порције.
Када се прави са казери сиром, може се назвати казеропита (κασερόπιτα). 
Спанакотиропита је пуњена спанаћем и сиром. 

## Историја
Слојевита јела попут тиропите могу потицати од слојевитог хлеба прженог у тигању које су развили Турци из централне Азије пре њихове миграције на запад у Анадолију у касном средњем веку. 

Неки учењаци наводе да је у древној грчкој кухињи, плацента торта (или пласоус, Πλακους) и његови потомци у византијској кухињи, плакоунтани тетируски (Πλακουντας τετυρομενουντας), и ен тиритас плацентас (εν Τирριτας πλακουντας πλακουντας), су преци модерне тиропите.   Рецепт забележен у Агрокултура Катона Старијег (160. п. н. е.) описује плаценту као слатко јело са слојевитим сиром:  
Обликујте плаценту на следећи начин: поставите један ред тракта дуж целе дужине основног теста. Ово се затим прелије мешавином [сир и мед] из малтера. Ставите још један ред трацта на врх и наставите тако док се не потроши сав сир и мед. Завршите слојем тракта …ставите у у рерну и ставите претходно загрејан поклопац на њу [. . .] Кад је готово, мед се прелије преко постељице.
Плацента остаје назив за равну печену питу која садржи сир на цинцарском и на румунском (плацинта).

### Цитати
1. ↑  Ozimek, Sarah (1. 2. 2017). „TIROPITA (GREEK CHEESE PIES)”. Curious Cuisinière. Приступљено 10. 2. 2020. „"Tiropita (or tyropita) is a Greek pie made from layers of phyllo dough that are filled with a cheese and egg mixture."”
2. ↑  Dr. Catherine Donnelly; Mateo Kehler (2016). The Oxford Companion to Cheese. Oxford University Press. ISBN 9780199330904. Приступљено 23. 1. 2017.
3. ↑  "Hellenic Palace" (restaurant review), New York 1:4:5 (April 29, 1968)
4. ↑  Perry 2000, стр. 87–92.
5. 1 2  Faas 2005, стр. 184–185.
6. ↑  Salaman 1986, стр. 184; Vryonis 1971, стр. 482.
7. ↑  Cato the Elder. De Agri Cultura, 76.